# Marxisme-léninisme-maoïsme
 (décembre 2019).

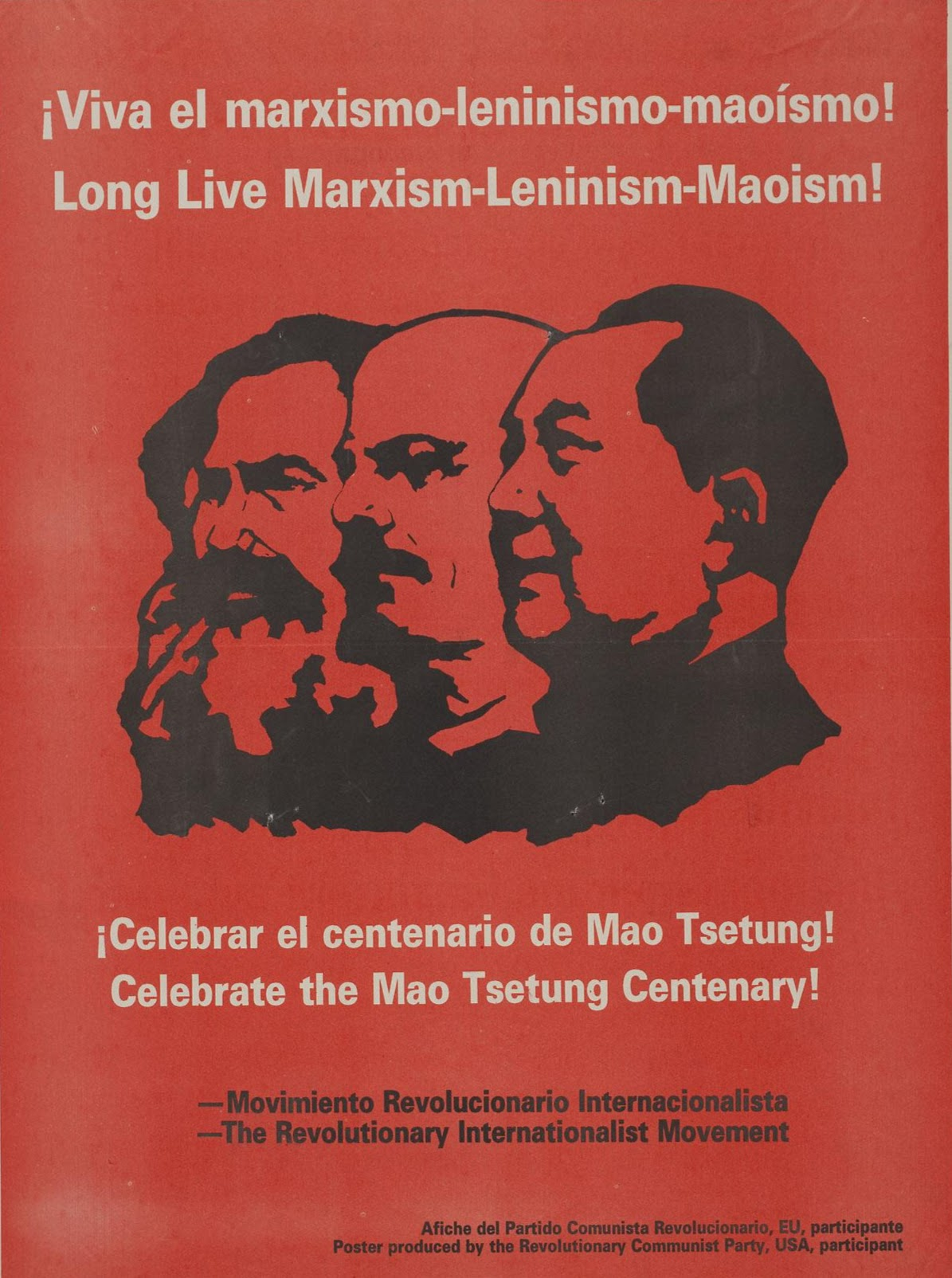
Vive le marxisme-léninisme-maoïsme ! Affiche de 1990 du Parti communiste révolutionnaire, États-Unis, représentant Karl Marx, Lénine et Mao.

Le marxisme-léninisme-maoïsme (MLM) est une philosophie politique issue du marxisme-léninisme et du maoïsme.
Le Parti communiste du Pérou - Sentier lumineux (PCP-CL) est le premier à formaliser l'emploi du terme ainsi que les modalités politiques, philosophiques et économiques de ce « guide pour l'action » en 1988.
La synthèse du marxisme-léninisme-maoïsme ne s'est pas faite du vivant de Mao Zedong. À partir des années 1960, de nombreux groupes se réclament du maoïsme, ou du marxisme-léninisme-pensée de Mao, mais ne sont pas unifiés internationalement. Ils possèdent leurs propres interprétations des travaux politiques, économiques, philosophiques et militaires de Mao. Le maoïsme comme troisième jalon n'est synthétisé qu'à la fin des années 1980, à travers l'expérience de guerre populaire prolongée menée par le PCP-CL. Cette expérience révolutionnaire a amené ce parti, membre du mouvement révolutionnaire internationaliste, à affirmer le maoïsme comme nouveau développement du marxisme en 1988.
Le marxisme-léninisme-maoïsme sert de force animatrice à des mouvements révolutionnaires dans des pays tels que le Brésil, la Colombie, l'Équateur, l'Inde, le Népal ou les Philippines. Il conduit également à des efforts pour la constitution ou la reconstitution de partis politique communistes dans des pays tels que l'Autriche, la France, l'Allemagne, la Suède et les États-Unis.

## Les composantes

### La nouvelle démocratie
La théorie de nouvelle démocratie affirme que la bourgeoisie nationale, dans un pays semi-colonial semi-féodal, possède un caractère double : si elle est une force exploiteuse capitaliste, elle peut aussi, mais pas toujours, se ranger du côté du prolétariat contre le colonialisme, l'impérialisme et la bourgeoisie comprador (dont l'existence dépend de l'impérialisme).
Le rôle de la bourgeoisie nationale comme élément progressiste dans la lutte du prolétariat pour renverser l'impérialisme n'est bien sûr jamais garantie et elle va finalement lui tourner le dos alors que la situation anti-impérialiste progresse. Le Balli Kombëtar en Albanie en 1943 ou le Kuomintang en Chine dans les années 1920 en sont des exemples. Ces forces de la bourgeoisie nationale se sont temporairement alliées avec le prolétariat de leur pays (le Parti du travail albanais et le Parti communiste chinois, respectivement) pour renverser l'impérialisme, mais se sont finalement opposés au prolétariat une fois qu'ils ont senti leur existence à long terme menacée.
Comme la nouvelle politique économique en Russie, la nouvelle démocratie est conçue comme une période nécessaire (mais temporaire) pour le développement à long-terme du socialisme, ou dans ce cas précis pour la construction et la consolidation du socialisme. Le maoïsme affirme que la bourgeoisie nationale, dans le cadre de l'étape de nouvelle démocratie, doit toujours fermement rester sous le commandement du prolétariat jusqu'à ce qu'elle ne soit plus utile à la lutte du prolétariat, jusqu'à ce que la situation nationale permette (c'est-à-dire lorsque la contradiction entre le féodalisme et les masses n'est plus la contradiction principale de la nation, ou lorsque la révolution démocratique bourgeoise arrive à une étape suffisante) une complète dictature du prolétariat - la dictature des opprimés sur les oppresseurs.

### La ligne de masse
En s'appuyant sur la théorie du parti d'avant-garde théorisée par Vladimir Lénine, la théorie de la ligne de masse donne les grandes lignes d'une stratégie pour la direction révolutionnaire des masses, la consolidation de la dictature du prolétariat et le renforcement du parti et pour la construction du socialisme. La ligne de masse peut être résumée par l'expression "depuis les masses, jusqu'aux masses". Elle comporte trois étapes (ou composantes) :
1. Rassembler les diverses idées des masses.
2. Traiter ou concentrer ces idées dans la perspective du marxisme révolutionnaire, à la lumière des intérêts ultimes à long terme des masses (que les masses elles-mêmes ne perçoivent parfois que faiblement) et à la lumière d'une analyse scientifique de la situation objective.
3. Rendre ces idées concentrées aux masses sous la forme d'une ligne politique qui fera avancer la lutte des masses vers la révolution.

Ces trois étapes doivent être appliquées encore et encore, rehaussant de façon répétitive la pratique et les connaissances à des niveaux toujours plus élevés.

### La loi de la contradiction
Les (marxistes-léninistes-)maoïstes défendent les œuvres philosophiques de Mao Zedong, particulièrement son travail sur la dialectique dans De la contradiction et sur l'épistémologie dans De la pratique. En effet, Mao Zedong a développé la thèse selon laquelle la loi de la contradiction inhérente au matérialisme dialectique pourrait se résumer à l'expression « un se divise en deux ».

### La guerre populaire prolongée
La guerre populaire, stratégie révolutionnaire maoïste, contient les éléments suivants :
- Toute tentative de battre avec la bourgeoisie selon ses propres règles, en utilisant les mêmes tactiques et stratégies qu'elle, sera écrasée (chaque tentative révolutionnaire qui a immédiatement utilisé la guerre conventionnelle a été écrasée par la bourgeoisie).
- On ne peut prédire quand les conditions objectives de la révolution seront réunies. Ainsi, les conditions subjectives - c'est-à-dire, la conscience de classe - doivent être construites longtemps à l'avance.
- La prise du pouvoir ne se produit généralement pas d'un seul coup. Une situation de double pouvoir au cours d'une guerre populaire prolongée se produit lorsque l'avant-garde prolétarienne contrôle des sections du pays en même temps que la bourgeoisie.
- Le parti (communiste) ne peut espérer conduire le prolétariat à une prise de pouvoir s'il n'a lui-même aucune expérience militaire. Ainsi, l'expérience militaire - c'est-à-dire, l'expérience acquise lors des combats, même à une échelle limitée - doit être acquise longtemps avant la prise du pouvoir. En plus d'être un développement nécessaire vers la dictature du prolétariat, le double pouvoir est inestimable pour fournir cette expérience militaire. Il permet aussi d'acquérir une certaine éducation civique, motive les efforts de propagande, est une aide matérielle au parti et permet l'expansion et l'amélioration de la ligne de masse.

La question de l'application de la guerre populaire aux grandes nations impérialistes et pleinement industrialisées fait l'objet de nombreux débats. De nombreuses organisations, comme le MRI, ou encore le Parti communiste maoïste (État français) ont avancé qu'une guerre populaire dans les pays impérialistes aurait lieu principalement dans les zones urbaines.

### La révolution culturelle
Les maoïstes s'inspirent largement des expériences et des leçons de la grande révolution culturelle prolétarienne qui a cherché à éradiquer la bourgeoisie née au sein du parti d'avant-garde lui-même et à transformer tous les aspects de la superstructure sociale. Le slogan « La lutte des classes se poursuit et s'intensifie sous le socialisme » est fréquemment utilisé[réf. nécessaire].
Les maoïstes avancent la primauté des rapports de production sur les forces productives, critiquant la ligne de Joseph Staline selon laquelle l'influence bourgeoise, à un stade avancé du socialisme, est principalement due aux forces externes (excluant presque complètement les forces internes) et réaffirment fortement la dialectique base-superstructure (qui affirme que la transformation consciente de la base économique seule ne suffit pas, mais que la superstructure doit également être transformée consciemment).

## Différences avec la Pensée Mao Zedong
Les trois plus grandes différences entre le marxisme-léninisme-maoïsme et la pensée Mao Zedong sont les suivantes :
1. Le marxisme-léninisme-maoïsme est considéré comme un stade supérieur du marxisme-léninisme, tout comme le marxisme-léninisme est considéré comme un stade supérieur du marxisme. Cette conception suit la loi du développement dialectique des choses propre au marxisme. Cependant, la pensée Mao Zedong n'est considérée que comme du marxisme-léninisme appliqué aux particularités de la révolution chinoise.
2. Le marxisme-léninisme-maoïsme est considéré comme universellement applicable alors que les aspects de la pensée Mao Zedong ne le sont généralement pas.
3. Le marxisme-léninisme-maoïsme rejette complètement la théorie des trois mondes de la pensée Mao Zedong, la considérant comme faisant partie du « virage à droite » du Parti communiste chinois dirigé par Deng Xiaoping vers la fin de la vie du président Mao et une déviation des théories marxistes-léninistes sur l'impérialisme.

L'universitaire et auteur canadien J. Moufawad-Paul a disserté sur la distinction du marxisme-léninisme-maoïsme dans son ouvrage, datant de 2016, Continuity and Rupture. Moufawad-Paul adopte la perspective marxiste-léniniste-maoïste communément acceptée sur le développement historique de la philosophie maoïste, affirmant que le maoïsme — tel qu'il s'est développé à l'époque — n'a émergé qu'en 1988 avec sa synthèse par le Parti communiste du Pérou, plus communément appelé le Sentier lumineux[réf. nécessaire].

## Le marxisme-léninisme-maoïsme internationalement

### Organisations internationales
L'internationale marxiste-léniniste-maoïste la plus notable était peut-être le Mouvement révolutionnaire internationaliste (MRI). Le MRI a été fondé en 1984 et comprenait des organisations telles que le Parti communiste du Pérou (PCP), également connu sous le nom de "Sendero Luminoso" et le Parti communiste du Népal (maoïste), maintenant connu sous le nom de Parti communiste unifié du Népal (maoïste) UCPN (M). Aujourd'hui, le MRI semble avoir presque disparu. Le site A World to Win News Service publie encore tandis que le magazine associé au MRI, A World to Win, n'a pas publié de numéro depuis 2006. En outre, bon nombre des organisations du MRI sont devenues de plus en plus critiques les unes envers les autres, ce qui a entraîné de nombreuses scissions.

### Inde
Le Parti communiste d'Inde (maoïste) est un parti politique qui vise à renverser le gouvernement indien. Il fut fondé le 21 septembre 2004 à travers la fusion entre le Parti communiste d'Inde (marxiste-léniniste) et le Centre communiste maoïste. Le rassemblement de ces deux groupes a été annoncé publiquement le 14 octobre de la même année. Lors du processus d'unification, un comité central provisoire fut constitué, avec l'ancien leader Muppala Lakshmana Rao (alias Ganapathy) comme secrétaire général. Le PCI (maoïste) est actuellement reconnu comme une « organisation terroriste » par le gouvernement indien, qui le considère comme « la principale menace pour la sécurité intérieure » et mène une opération de répression à son encontre baptisée Green Hunt[réf. nécessaire].

### Manipur
Le Parti communiste du Kangleipak (en) (Ibungo Ngangom) affirme que le Manipur (Kangleipak) a été annexé par l'Union indienne, sous le couvert de l'accord de fusion avec le Manipur de 1949. Selon ce groupe, qui suit une fusion du marxisme et du maoïsme comme principale ligne stratégique, la fusion du Manipur avec l'Union indienne était en contradiction flagrante avec le droit international, le roi de Manipur de l'époque n'ayant plus le pouvoir de signer l'accord après la mise en place d'un gouvernement démocratiquement élu. « De plus, le roi d'alors n'a signé l'accord de fusion que sous la contrainte, ou plus précisément, sous la menace d'une arme à feu. Le soi-disant accord de fusion avec le Manipur est donc nul et non avenu depuis le tout début », affirme Ibungo Ngangom, président du groupe. Le groupe est actuellement en guerre contre l'Union indienne et son objectif principal explicite est non seulement de faire sécession de l'Inde, mais aussi de créer un État communiste au Manipur, à travers le socialisme scientifique de Karl Marx.

### Amérique Latine
De nombreux groupes maoïstes importants existent à travers l'Amérique latine, notamment le Parti communiste d'Équateur (Soleil Rouge), le Parti communiste du Chili (Fraction Rouge), le Parti communiste du Brésil (Fraction Rouge), le Noyau révolutionnaire pour la reconstitution du Parti communiste du Mexique, et l'Organisation maoïste pour la reconstitution du Parti communiste de Colombie,.

#### Pérou
Le Parti communiste du Pérou est une organisation de guérilla basée au Pérou. Il fut fondé en 1928, et reconstitué en 1978 avec Abimael Guzman (Presidente Gonzalo) comme leader. Le Parti communiste du Pérou a subi un lourd revers après la capture de Guzman et de la plupart de la direction du Parti en 1992 ainsi qu'avec l'apparition d'une ligne "liquidatrice" au sein du parti. Néanmoins, le Parti communiste du Pérou continue d'exister dans plusieurs régions du Pérou et continue à y mener des actions militaires ponctuelles mineures jusqu'en 2020[réf. nécessaire].

### Népal
Le Parti communiste unifié du Népal (maoïste) (PCUN(m)), est le parti arrivé au pouvoir, par un accord, après avoir déposé les armes et stoppé la guerre populaire. Il dit suivre la pensée marxiste-léniniste-maoïste, et a développé sa propre ligne idéologique : la pensée de Prachanda, qui a été développé selon le contexte particulier du Népal,.
La Parti communiste du Népal (marxiste-léniniste unifié) est un autre parti marxiste-léniniste-maoïste népalais. Il avance que le Parti communiste unifié du Népal (maoïste) est une organisation révisionniste qui a abandonné la lutte pour le socialisme et le communisme et n'est qu'un « administrateur de la bourgeoisie ». Il continue la guerre populaire déjà entamée contre le gouvernement du PCUN(m).

### Philippines
Aux Philippines, le Parti communiste des Philippines (CPP) et sa Nouvelle Armée populaire (NPA) mène la guerre populaire depuis 1968. Le pic de sa puissance fut atteint lors du règne dictatorial de Ferdinand Marcos et il est devenu le fer de lance de l'opposition à la dictature. Toutefois, le parti et son bras armé ont souffert de stagnation et même de revers jusqu'à ce que soit mis en place le second grand mouvement de rectification. Aujourd'hui, le CPP maintient une centaine de fronts de guerilla à travers les Philippines et la NPA est présente dans plus de 80 % des îles de l'archipel. Le CPP et la NPA sont considérés par le gouvernement comme la principale menace à la sécurité du pays.

### France

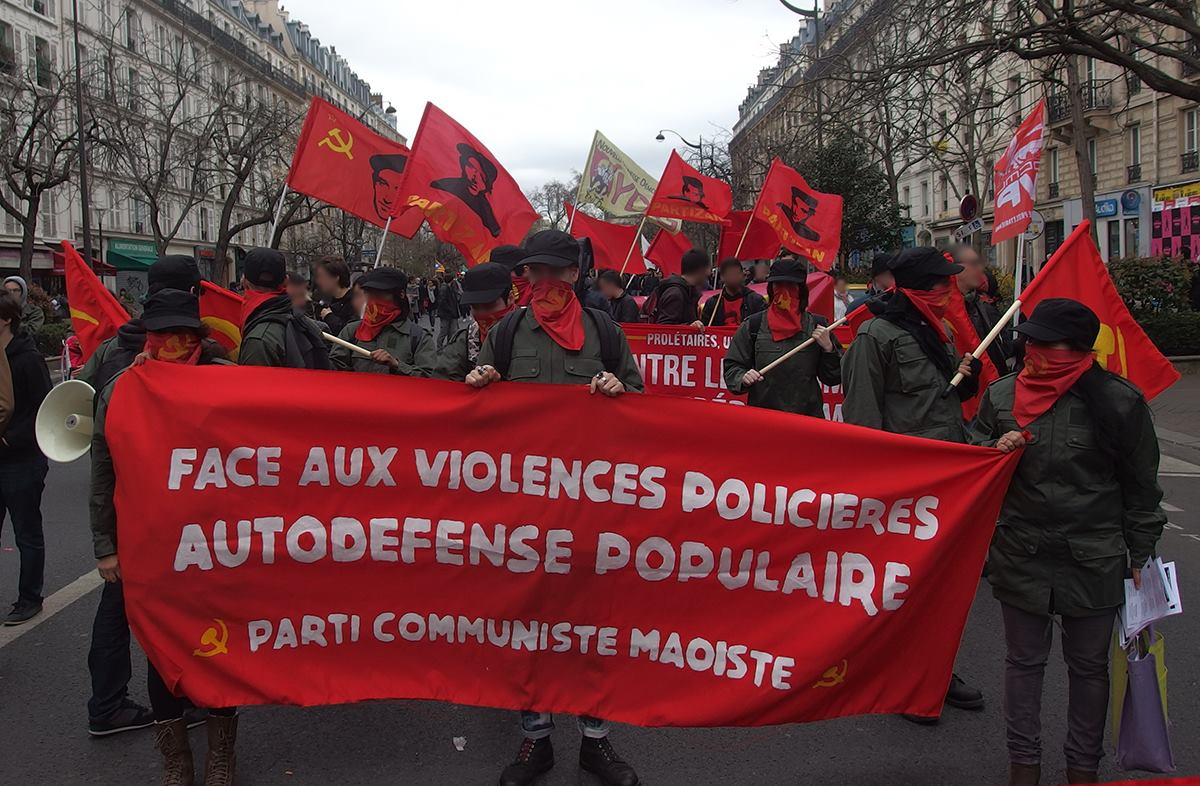
Le PCm à la marche pour la justice et la dignité, à Paris en 2017.

Le Parti communiste maoïste (PCm) a été créé en 2015-2016 à la suite d'un processus d'unification nommé Bloc Rouge (unification des maoïstes), regroupant différents mouvements comme le Parti communiste maoïste de France (PCmF), l'Organisation communiste - Futur Rouge (OC-FR), ou le Rassemblement organisé des communistes marxistes-léninistes (ROCML). Le PCm se considère marxiste-léniniste-maoïste. II avance l'universalité de la guerre populaire, le besoin d'un mouvement féministe prolétarien (incluant les LGBTI), la nécessité d'un antifascisme de masse et d'une lutte pour la sauvegarde de l'environnement,.
Le mouvement maoïste est notamment représenté par les Jeunes révolutionnaires (JR), dont l'organe de presse est La Cause du peuple. Elle compte une scission notable, la Ligue de la jeunesse révolutionnaire (LJR).

### Turquie
La Parti communiste de Turquie/marxiste-léniniste (TKP/ML) est une organisation révolutionnaire marxiste-léniniste-maoïste pratiquant la lutte armée, présente en Turquie et au Kurdistan et fondé en 1972 par İbrahim Kaypakkaya.
Dès sa création, le TKP/ML s’est doté d’une branche armée dénommée Armée ouvrière et paysanne de libération de la Turquie (en turc Türkiye İşci ve Köylü Kurtuluş Ordusu, abrégée TIKKO). Le TiKKO est présente dans les bases historiques du TKP/ML dans les régions de Dersim, de Tokat et d'Erzincan et ses milices urbaines à Istanbul et Ankara la capitale[réf. nécessaire].
Le TKP/ML édite le journal Partizan.
L'organisation est placée sur la liste officielle des organisations terroristes de la Turquie sous le nom de TKP/ML- KONFERANS (TKP/ML - Conférence)[réf. à confirmer].